# Cell-0
Cell-0 (pronunciado como "Cell Zero") es el noveno álbum de estudio de la banda finlandesa Apocalyptica. Fue lanzado el 10 de enero de 2020. Es el primer álbum totalmente instrumental de la banda desde Reflections en 2003, y su primer lanzamiento de estudio desde Shadowmaker, lanzado 4 años y 9 meses antes, marcando su mayor brecha entre los álbumes de estudio.

## Lista de canciones
| Cell-0 track listing |                                   |          |  |
| N.º                  | Título                            | Duración |  |
| 1.                   | «Ashes of the Modern World»       | 6:29     |  |
| 2.                   | «Cell-0»                          | 9:57     |  |
| 3.                   | «Rise»                            | 5:22     |  |
| 4.                   | «En Route to Mayhem»              | 5:28     |  |
| 5.                   | «Call My Name»                    | 3:55     |  |
| 6.                   | «Fire & Ice» (con Troy Donockley) | 5:21     |  |
| 7.                   | «Scream for the Silent»           | 5:12     |  |
| 8.                   | «Catharsis»                       | 4:58     |  |
| 9.                   | «Beyond the Stars»                | 6:54     |  |

## Personal
- Eicca Toppinen - Chelo.
- Paavo Lötjönen - Chelo.
- Perttu Kivilaakso - Chelo.
- Mikko Sirén - Batería, percusiones y contrabajo.
- Andrew Scheps - Mezclador.